# Yoo Seung-jun
|  | Maskinoversættelse og/eller tvivlsomt indhold Denne sides indhold bærer præg af at være en maskinoversættelse og/eller meget dårligt og uklart formuleret. Det vurderes at sproget er så dårligt og eventuelt forkert eller til at misforstå, at det bør omskrives eller oversættes på ny. Du kan hjælpe med at oversætte til korrekt dansk i denne og lignende artikler. Hvis dette ikke sker inden for kort tid, kan en sletning komme på tale. Se evt. denne sides diskussionsside eller i artikelhistorikken. |

Yoo Seung-jun (Koreansk: 유승준; født 15. december 1976), også kendt som Steve Yoo, er en amerikansk sanger, danser, rapper og skuespiller, en af de mest berømte K-pop idoler i Sydkorea. Han begyndte sin karriere i 1997. I 2002 blev Yoo anklaget for at unddrage sig militærtjeneste ved at blive amerikansk statsborger, og fik forbud mod at rejse ind i Sydkorea for altid. Siden da er Yoo blevet skuespiller i Kina.

## Baggrund
Yoo Seung-jun blev født den 15. december 1976 i Seoul, Sydkorea. Hans familie flyttede til Californien, USA, da han var tretten. Yoo lavede demobånd af sine rappe- og dansefærdigheder og sendte disse til Brothers Entertainment. Han blev valgt og forlod Californien for at starte sin sangkarriere.

## Karriere

### 1997: Debut som sanger
Yoo startede sin karriere i Sydkorea i 1997. Hans første album "West Side" var et hit med debutsinglen "Gawi". Yoo vandt popularitet med sin signaturdans, hvor han og hans backup-dansere stillede op diagonalt for at udføre de samme bevægelser i forening. "West Side" solgte en million eksemplarer.

### 1998
I sommeren 1998 udgav han sit andet album "For SALE" med hovedsangen "Na Na Na", albummet toppede hitlisterne. MV havde skuespillerinden Choi Ji-woo som praktiklærer. Mange mennesker betragtede "For SALE" som det mest succesrige album i hans karriere. Albummet solgte igen 1 million eksemplarer.

### 1999
I 1999 udgav han sit tredje album "Now Or Never", som indeholdt hitsinglen "Passion". I december udgav Yoo sit fjerde album, "Over and Over", som indeholdt hitsinglen "Vision".

### 2000
I løbet af denne tid begyndte han at udvide sin karriere til Kina og Taiwan, med udgivelsen af singlen "Can't Wait", som var et samarbejde med den taiwanske sangerinde Yuki. "Now or Never" toppede de sydkoreanske hitlister med første uges salg på 879.000 solgte album. Albummet solgte til sidst tæt på 1,5 millioner enheder.

### 2001
I 2001 udgav han sit sjette album "Infinity", med hitsinglen "Wow". "Infinity" debuterede som nr. 1 på hitlisterne med første uges salg på 359.961 enheder. Albummet nåede et salg på over 600.000.

### 2002: Udvist fra Sydkorea
Yoo havde udtalt på tv, at han ville opfylde sin obligatoriske værnepligt. Men i 2002, lige før udkastet, blev han naturaliseret amerikansk statsborger. Den Sydkoreanske regering betragtede det som en desertering, og forbød ham at komme ind i landet for altid.

### 2003-2006
I 2003 døde hans svigerfar i Sydkorea. Koreas justitsministerium tillod Yoo midlertidig indrejse i Korea i to dage.
I 2006 optrådte han i rapperen H-Eugenes sang "Single Person". MV'en viste ikke Yoos ansigt, men viste hans silhuetdans.

### 2007-til stede
I 2007 udgav han det syvende album "Rebirth of YSJ" til sine fans, som stod ved ham gennem op- og nedture i hans karriere. Albummet blev produceret i samarbejde med musikhold fra USA, Kina og Sydkorea.
I juni 2008 underskrev Yoo en 15-årig kontrakt med Jackie Chans underholdningsfirma om at blive skuespiller. Han har fortsat sin sang- og skuespillerkarriere i Kina.
I februar 2010 optrådte Yoo i filmen "Little Big Soldier " som prins Wen.
I 2012 havde han en rolle i filmen "CZ12".
I 2015 optrådte Yoo i filmen "Dragon Blade".

## Personlige liv
Siden hans forvisning i 2002 har Yoo taget ophold i Beijing, Kina. Kort efter flyttede han tilbage til USA og boede i Los Angeles. Yoo giftede sig med Christine Oh i 2004 og fik 4 børn. I oktober 2019 lancerede Yoo sin YouTube-kanal, hvor han postede videoer af sin daglige træningsrutine.
Yoo er en udøver af Taekwondo. Han har vist sine evner på nogle koreanske tv-shows. I 2010, da han blev inviteret som gæst i showet Asia Uncut, sagde han, at han havde et sort bælte.

## Diskografi

### Studiealbum
| Titel          | Albumdetaljer                                                                               | Stillinger | Salg            |
| Titel          | Albumdetaljer                                                                               | KOR        | Salg            |
| -------------- | ------------------------------------------------------------------------------------------- | ---------- | --------------- |
| West Side      | - Udgivelsesdato: 3. marts 1997 - Etiket: Universal Music - Formater: CD, cassette          | N/A        | - KOR: 800,000+ |
| For Sale       | - Udgivelsesdato: 29. april 1998 - Etiket: Best Media - Formater: CD, cassette              | 2          | - KOR: 796,412+ |
| Now Or Never   | - Udgivelsesdato: 15. april 1999 - Etiket: Baeksan Media - Formater: CD, cassette           | 1          | - KOR: 825,569+ |
| Over And Over  | - Udgivelsesdato: 10. december 1999 - Etiket: Warner Music Korea - Formater: CD, cassette   | 1          | - KOR: 530,674+ |
| Summit Revival | - Udgivelsesdato: 24. november 2000 - Etiket: West Side Media - Formater: CD, cassette      | 3          | - KOR: 414,615+ |
| Infinity       | - Udgivelsesdato: 31. august 2001 - Etiket: West Side Media - Formater: CD, cassette        | 2          | - KOR: 243,119+ |
| Rebirth of YSJ | - Udgivelsesdato: 18. september 2007 - Etiket: Genie Music - Formater: CD, Digital download | —          | N/A             |

### Udvidede album
| Titel       | Albumdetaljer                                                                                | Stillinger | Salg |
| Titel       | Albumdetaljer                                                                                | KOR        | Salg |
| ----------- | -------------------------------------------------------------------------------------------- | ---------- | ---- |
| Another Day | - Udgivelsesdato: 18. januar 2019 - Etiket: YSJ Media Group - Formater: CD, Digital download | —          |      |

### Samlinger og livealbums
- 98 Live Album (1998)
- New Release + English Version (1999)
- All That Yoo Seung Jun (1999)
- Gold Techno Remix (2000)
- Hidden Story (2001)
- Best & J Duet Collection (2001)
- Yoo Seung Jun 2002 Live (2002)

## Filmografi

### Film
- Little Big Soldier (2010)
- He-Man (2011)
- Scheme With Me (2012)
- Chinese Zodiac (2012)
- Man of Tai Chi (2013)
- The Wrath of Vajra (2013)
- Long's Story (2014)
- The Break-Up Artist (2014)
- Dragon Blade (2015)
- Taste of Love (2015)
- Crazy Fist (2017)
- Romantic Warrior (2017)
- Invictus Basketball (2017)
- Blade Master Li Bai (2019)

### TV serier
- The Sleuth of the Ming Dynasty (2020)
- The Patriot Yue Fei (2013)

## Priser og nomineringer

### Golden Disc Awards
| År   | Kategori              | Individuel / sang | Resultat |
| ---- | --------------------- | ----------------- | -------- |
| 1997 | Bonsang (Best Artist) | Yoo Seung-jun     | Vundet   |
| 1999 | Bonsang (Best Artist) | Yoo Seung-jun     | Vundet   |
| 2000 | Bonsang (Best Artist) | Yoo Seung-jun     | Vundet   |

### Mnet Asian Music Awards
| År   | Kategori               | Individuel / sang | Resultat  |
| ---- | ---------------------- | ----------------- | --------- |
| 1999 | Best Male Artist       | "Passion" (열정)  | Nomineret |
| 2000 | Best Dance Performance | "Vision" (비전)   | Nomineret |
| 2001 | Best Dance Performance | "Wow"             | Vundet    |
| 2001 | Best Male Artist       | "Wow"             | Nomineret |

### Seoul Music Awards
| År   | Kategori             | Individuel / sang | Resultat |
| ---- | -------------------- | ----------------- | -------- |
| 2000 | Bonsang (Main Prize) | Yoo Seung-jun     | Vundet   |
| 2001 | Bonsang (Main Prize) | Yoo Seung-jun     | Vundet   |

## Eksterne links
- Yoo Seung-jun på IMDb